# Adalbald von Ostrevant
Adalbald von Ostrevant († um 645 in Périgueux (?)) war ein Heiliger und fränkischer Adeliger am Hof des Merowingerkönigs Dagobert I. Adalbald, ein Enkel von Gertrud von Ostrevant (auch: Gertrud von Hamage), lernte seine Frau, die Heilige Richtrudis 635 bei einem Feldzug Dagoberts gegen die Gascogner kennen. Adalbald und Richtrudis hatten vier Kinder, Adalsind, Chlotsind, Eusebia und Maurontus, die in Frankreich ebenfalls als Heilige verehrt werden. Der Legende nach wurde Adalbald auf einer Reise in die Gascogne von Verwandten seiner Frau in Périgueux ermordet, weshalb er als Märtyrer in die Geschichte einging. Sein Leichnam wurde im Kloster Saint-Amand-les-Eaux beigesetzt.
Sein Gedenktag ist der 2. Februar.